# Massaker von Maline
Koordinaten: 44° 15′ 0″ N, 17° 43′ 48″ O
Das Massaker von Maline (kroatisch Pokolj u Maljinama) ist ein Kriegsverbrechen des Bosnienkriegs bzw. des Kroatisch-bosniakischen Kriegs, welches am 8. Juni 1993 in dem Weiler Bikoši des Ortes Maline (kroatisch Maljine) bei Travnik in Bosnien verübt wurde.
Dieser Massenmord an 24 kriegsgefangenen Soldaten des Kroatischen Verteidigungsrats (HVO) und ausschließlich kroatischen Zivilpersonen wurde von Angehörigen der Armee der Republik Bosnien und Herzegowina und ausländischen Mudschahedin begangen.

## Verlauf
Der Anklageschrift des Internationalen Strafgerichtshofs für das ehemalige Jugoslawien (ICTY) zufolge starteten am 8. Juni 1993, dem Tag an dem Rasim Delić den Posten des Kommandanten des Hauptstabs übernahm, die 306. Gebirgsbrigade, die 7. muslimische Gebirgsbrigade und die Mudschahedin-Einheit El Mudžahid des 3. Korps der Armee der Republik Bosnien und Herzegowina einen Angriff auf das Dorf Maline in der Gemeinde Travnik.
Nach der Kapitulation der örtlichen HVO-Einheiten wurden mehr als 200 kroatische Zivilisten und HVO-Soldaten gefangen genommen. Sie wurden von der Militärpolizei der 306. Gebirgsbrigade angewiesen in Richtung Mehurići zu marschieren, einem Dorf mehrere Kilometer von Maline entfernt. Im Dorf Poljanice, wenige hundert Meter von Mehurići entfernt, stoppte eine Gruppe von ungefähr 10 Mudschahedin und einheimischen muslimischen Soldaten die Kolonne und befahl etwa 35 bis 40 kroatischen Zivilisten und kriegsgefangenen HVO-Soldaten, zurück nach Maline zu gehen.
Diese Gruppe traf kurz danach eine kleinere Gruppe, die ebenfalls in Maline gefangen genommen worden war, und beide Gruppen gingen gemeinsam weiter in Richtung Maline. Als sie an der nach Bikoši führenden Kreuzung ankamen, eröffneten die Mudschahedin wahllos das Feuer auf die Gruppe und richteten danach einige der Überlebenden mit Kopfschüssen hin. Mindestens sechs Menschen überlebten das Massaker mit schweren Schusswunden.

## Verantwortliche und Täter
Das Massaker war Teil der Anklagen des ICTY gegen Rasim Delić, dem Oberkommandierenden der bosnischen Armee sowie Enver Hadžihasanović, dem Kommandeur der Einheiten des 3. Korps und Amir Kubura (* 4. März 1964), dem Kommandeur der 7. muslimischen Gebirgsbrigade.

## Identifizierte Opfer
1. Davor (Zvonko) Barać (* 1976 in Travnik)
2. Bojan (Zvonko) Barać (* 1971 in Travnik)
3. Dalibor (Stipo) Janković (* 1973 in Travnik)
4. Goran (Niko) Bobaš (* 1972 in Travnik)
5. Niko (Pero) Bobaš (* 1937 in Travnik)
6. Srećo (Franjo) Bobaš (* 1963 in Travnik)
7. Slavko (Fabijan) Bobaš (* 1946 in Travnik)
8. Franjo (Mijo) Pušelja (* 1971 in Travnik)
9. Ljubo (Bariša) Pušelja (* 1956 in Travnik)
10. Luka (Mato) Balta (* 1969 in Travnik)
11. Ivo (Niko) Balta (* 1964 in Travnik)
12. Anto (Franjo) Balta (* 1959 in Travnik)
13. Jozo (Franjo) Balta (* 1971 in Travnik)
14. Nikica (Franjo) Balta (* 1968 in Travnik)
15. Anto (Mijo) Matić (* 1963 in Travnik)
16. Ivo (Jozo) Volić (* 1953 in Travnik)
17. Predrag Pušelja
18. Mijo (Ivo) Tavić (* 1962 in Travnik) ili
19. Jakov (Ivo) Tavić (* 1970 in Travnik)